# Goniomma
Goniomma is een geslacht van mieren uit de onderfamilie Myrmicinae.
De wetenschappelijke naam is voor het eerst geldig gepubliceerd in 1895 door Carlo Emery, die er oorspronkelijk een ondergeslacht van Stenamma mee bedoelde. Hij bracht er de Zuid-Europese soorten Aphaenogaster blanci en Aphaenogaster hispanica (beide eerder door Ernest André beschreven) in onder. In 1908 wendde Emery Goniomma aan als geslachtsnaam, en bracht een derde soort in het geslacht onder, opnieuw uit het Middellandse Zeegebied (Tunesië): Goniomma punicum, door Auguste Forel oorspronkelijk beschreven als Oxyopomyrmex (Goniomma) punicus.
Deze mieren hebben een brede kop en grote ogen, ietwat langwerpig naar voren en naar beneden gericht. 

## Soorten
Het geslacht telt inmiddels een tiental soorten uit het Middellandse Zeegebied:
- Goniomma baeticum Reyes & Rodriguez, 1987
- Goniomma blanci (André, 1881)
- Goniomma collingwoodi Aspadaler, 1997
- Goniomma compressisquama Tinaut, Ruano, Hidalgo & Ballesta, 1995
- Goniomma decipiens Espadaler, 1997
- Goniomma hispanicum (André, 1883)
- Goniomma kugleri Espadaler, 1986
- Goniomma otini Santschi, 1929
- Goniomma punicum (Forel, 1907)
- Goniomma tuneticum (Forel, 1905)